# V1062 Геркулеса
V1062 Геркулеса (лат. V1062 Herculis) — тройная звезда в созвездии Геркулеса на расстоянии приблизительно 1199 световых лет (около 368 парсек) от Солнца. Видимая звёздная величина звезды — от +13,74m до +13,15m.
Пара первого и второго компонентов — двойная затменная переменная звезда типа W Большой Медведицы (EW). Орбитальный период — около 0,2514 суток (6,0345 часа).
Открыта проектом ROTSE-1 в 2000 году**.

## Характеристики
Первый компонент — оранжевый карлик спектрального класса K2*. Масса — около 0,74 солнечной, радиус — около 0,89 солнечного, светимость — около 0,429 солнечной. Эффективная температура — около 4855 K.
Второй компонент — жёлтый карлик спектрального класса G. Масса — около 1,83 солнечной. Эффективная температура — около 5121 K.
Третий компонент — красный карлик спектрального класса M8-M9*. Масса — не менее 0,0475 солнечной*. Орбитальный период — около 14,377 года.